# Santa Maria de Vilademany
La capella de la Mare de Déu de Vilademany es troba emplaçada a uns 2'5 km. del nucli d'Aiguaviva, en sentit sud-est, molt a prop de l'Aeroport de Girona - Costa Brava.
L'edifici d'origen romànic del qual se sap que l'any 1116 ja existia i fou modificat en època barroca amb una volta nova. En aquesta capella si venera una imatge de la Mare de Déu de Vilademany, talla d'alabastre del segle xv que ara (2017), per raons de seguretat, és guardada a la sagristia de l'església parroquial de Sant Joan d'Aiguaviva. La Mare de Déu va ser molt malmesa el 1936. Va ser restaurada i és molt possible que el cap del Nen Jesús i la corona de la Mare de Déu siguin obra de l'escultor gironí Carrera.
El topònim de Vilademany és documenta des del 948. Eren senyors del castell i antic terme feudal els Vilademany, feudataris dels vescomtes de Cabrera, coneguts des del segle XII, que al llarg dels segles XIV i XV esdevingueren senyors de la varvassoria de Vilademany i en aquesta època posseïen els castells de Vilademany, Taradell i Santa Coloma de Farners.
Són dits varvassors del comtat d'Osona a partir de 1356, per tal com i posseïen l'extens terme del castell de Taradell, amb les seves parròquies o termes actuals de Viladrau, Santa Eugènia de Berga i Vilalleons.

Des de molt antic que l'ermita té uns Goigs dedicats. En una de les estrofes diu:
| « | <Si de Vós, font vera, arriba tota gràcia a tot lo món, doncs encara més sou font, la vera Font d'Aiguaviva begui aquí, begui en bon'hora qui es trobi assedegat, Socorreu aquest veïnat de Vilademany Senyora, Puix a qui amb fe us implora, el mireu sempre amb pietat, Socorreu aquest veïnat, de Vilademany Senyora. Puix Vós sou la vencedora, de l'infern i del pecat, aquest poble tot plegat per sempre Amen us adora.> | » |